# Mariano Acosta (Leichtathlet)
Mariano Acosta (* 7. Juli 1930) ist ein ehemaliger argentinischer Sprinter.
1951 gewann er bei den Panamerikanischen Spielen in Buenos Aires Bronze in der 4-mal-100-Meter-Staffel.
Bei den Olympischen Spielen 1952 in Helsinki schied er über 100 m im Vorlauf aus und erreichte mit der argentinischen 4-mal-100-Meter-Stafette das Halbfinale.
Seine persönliche Bestzeit über 100 m von 10,6 s stellte er 1950 auf.